# Métal précieux

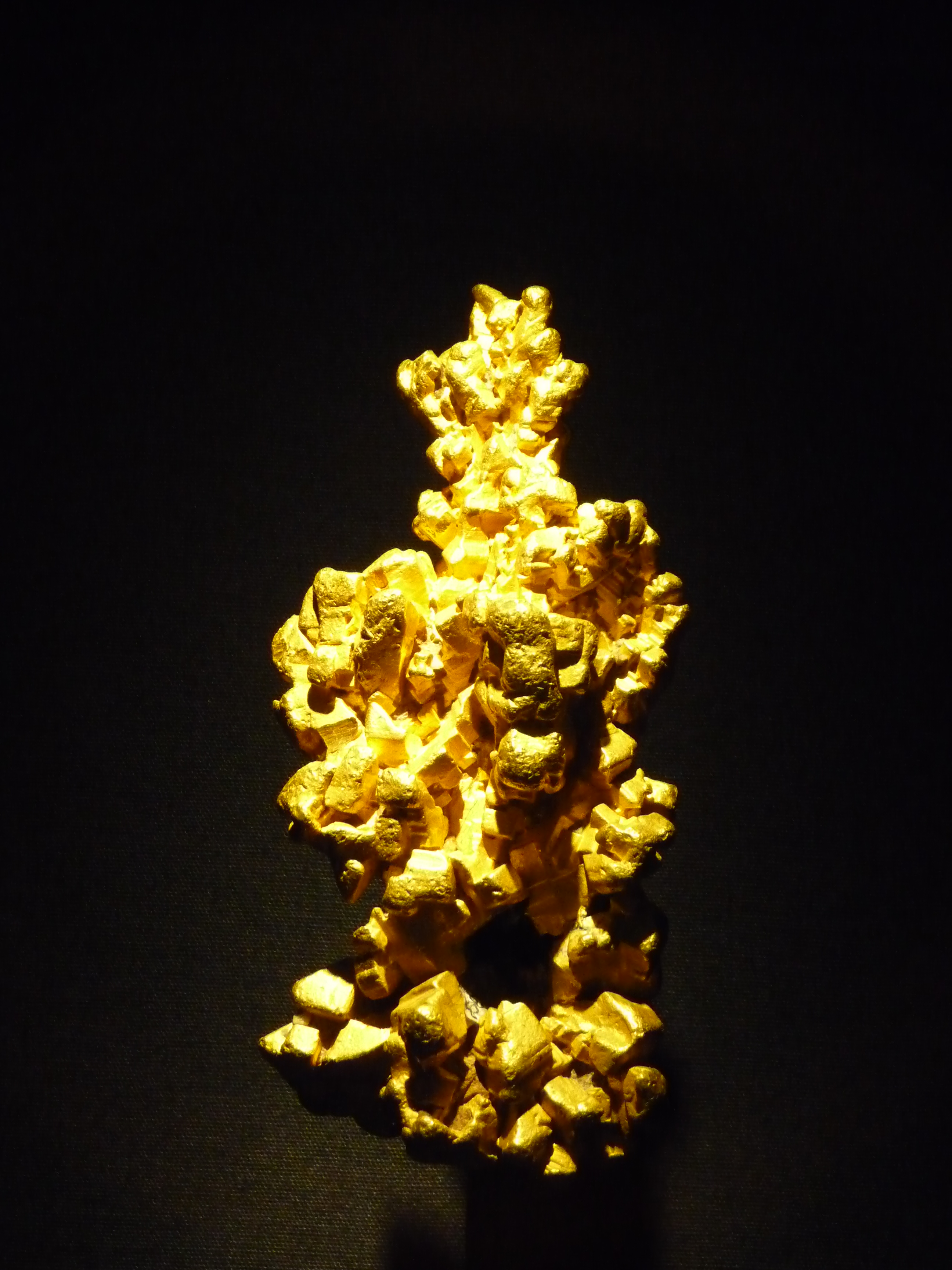
La pépite d'or de Latrobe. Cette pépite d'or est exceptionnelle en raison de ses cristaux d'or cubiques bien développés. Sa masse est de 717 grammes. Exposée au Vault, Natural History Museum, Londres.

Un métal précieux est un métal de grande valeur économique. La notion de métal précieux est fluctuante selon les époques et les civilisations en fonction de l'offre et la demande : si l'on pense essentiellement aujourd'hui à l'or, l'argent, le platine, le rhodium et le palladium, on remarquera que ce ne sont pas nécessairement les plus chers ni ceux qui ont toujours été les plus appréciés par tous les peuples.
On parle aussi de métaux semi-précieux pour des métaux historiquement moins recherchés mais rares comme le titane ou se raréfiant comme le cuivre.

## Histoire
À l'époque de la Grèce antique, le bronze de Corinthe était un alliage considéré comme plus précieux que l'or ou l'argent.
Dans l'Empire ottoman, sous Soliman le Magnifique, les orfèvres s'appliquaient à incruster de rubis et d'émeraudes des théières en zinc. Ce métal terne était alors quasiment inconnu et passait donc pour très rare. Au XIXe siècle encore, le platine était utilisé par des escrocs pour contrefaire certaines pièces d'or (le platine étant de même masse volumique que l'or).
Dans les années 1860, la découverte de filons d'argent dans l'Ouest américain rend ce métal surabondant, affectant l'économie des nations utilisant un système monétaire reposant sur le bi-métallisme.

## Utilisations
Les métaux précieux ont de nombreuses applications industrielles. En particulier, l'électronique utilise le platine, le palladium, le rhodium, l'or et l'argent. Les métaux précieux sont aussi essentiels pour le secteur médical (les prothèses).
La production de ces métaux par extraction du milieu naturel ne suffit plus pour assurer les besoins de la consommation mondiale. Par exemple, pour l'or, dont la production baisse depuis 2001, il est estimé que 10 à 20 % de la consommation provient du recyclage.

## Origine
Selon une étude de 2011 réalisée par Matthias Willbold et Tim Elliott de l'Université de Bristol, les métaux précieux comme l’or, l’iridium et ceux du groupe platine seraient d'origine extra-terrestre et seraient arrivés sur Terre via des météorites.